# Sieje

Dzielnice i osiedla Kielc, Sieje mają na mapie nr 8

Sieje – część Kielc, niegdyś wieś w nieistniejącej już gminie Dąbrowa, obszar poprzemysłowy.
W zabudowie dominują niskie bloki komunalne „Kieleckiego Towarzystwa Budownictwa Społecznego” (KTBS) oraz budynki jednorodzinne o niskiej intensywności, z usługami podstawowymi. Od strony północnej Sieje sąsiadują z dużym kompleksem leśnym. Sieje liczą ok. 1,5 tys. mieszkańców.
Do usług zalicza się: piekarnia „PSS Społem”, placówki handlowe i oddział Poczty Polskiej. Na początku 2011 roku został wybudowany kompleks garaży blaszanych, które mieszkańcy mogą wynająć. Obok Osiedla jest przedsiębiorstwo oczyszczalni, „Eneris Surowce” (dawne „Miejskie Przedsiębiorstwo Oczyszczalni”).
Nazwa Sieje jest wzmiankowana w dokumentach od 1820 roku i została zapożyczona od nazwy gatunku ryby, siei.
Cytat z Toponimii Kielc: W księdze hipotecznej nr 256 figuruje zapis: Kazimierz Sieja i Tomasz Sieja w przedmieściu kieleckim w ograniczeniu miasta Kielce na Silnicach położony (grunt mają), nabyty w 1720 roku przez pradziada Wojciecha Sieję. O ile więc właściciele wzięli nazwisko rodowe od ryby, o tyle nazwa dzielnicy wzięła nazwę od właścicieli. 
Przydomek Sieja, od którego powstał przysiółek Sieje, nosiło odgałęzienie zamożnej rodziny Czarnowskich.
Sieje obsługują linie komunikacji miejskiej nr: 4, 33, 103, 104.